# Ridgeville (Indiana)
Pour les articles homonymes, voir Ridgeville.
Ridgeville est une localité du comté de Randolph dans l'État d'Indiana aux États-Unis.
La population était de 803 habitants en 2010.

## Personnalité liée à la localité
- Wendell Meredith Stanley, colauréat du prix Nobel de chimie en 1946.